# Worowo (osada w województwie zachodniopomorskim)
Worowo – osada w Polsce położona w województwie zachodniopomorskim, w powiecie łobeskim, w gminie Łobez.